# Saumure (cuisine)
Pour les articles homonymes, voir Saumure (homonymie).
La saumure est utilisée dans certaines cuisines régionales et dans l'industrie alimentaire principalement pour conserver des aliments par saumurage, mais aussi pour la congélation de certains aliments ; le nom désigne aussi le résidu du salage à sec d'aliments.

## Salage à sec
La saumure est le liquide qui se forme spontanément pendant le salage à sec d’un aliment, par dissolution du sel dans l'eau extraite du liquide cellulaire des tissus. La durée de salage et la concentration de la saumure dépendent des aliments.

## Saumurage

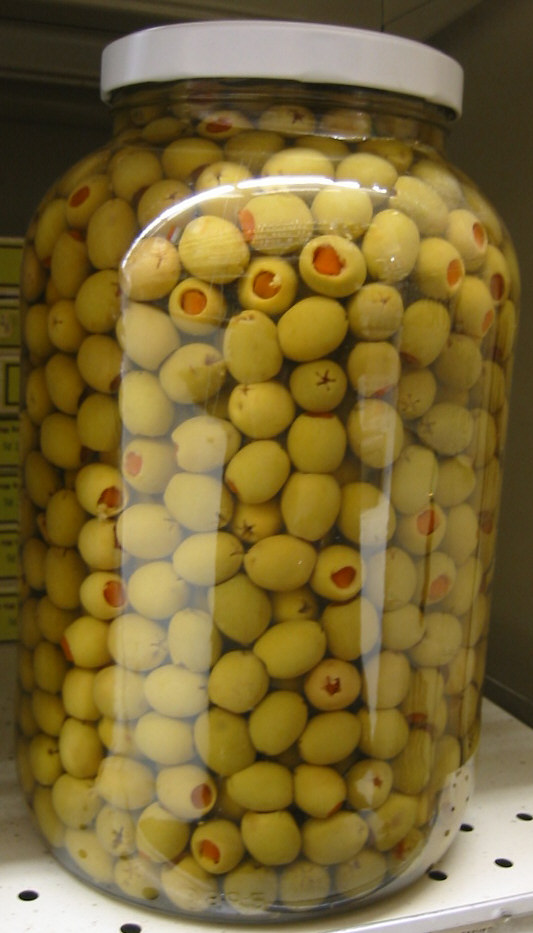
Olives en saumure

Le saumurage est le procédé consistant à plonger un aliment dans un bain d’eau plus ou moins fortement salée. Il permet de supprimer micro-organismes et bactéries, et ainsi favoriser la conservation des aliments. Procédé ancien, il repose sur l'élimination des diverses bactéries, levures et moisissures par le sel lui-même, ainsi que par la fermentation lactique.

## Congélation
La saumure est utilisée pour la congélation des viandes et des poissons. La saumure est alors refoidie à −35 °C et l'aliment y est plongé. Le dioxygène en est alors exclu, ce qui empêche la prolifération des salmonelles. Pour un pourcentage massique de 23,3 % en chlorure de sodium NaCl, le point de fusion est de −21 °C. Cette solution correspond à un eutectique eau-chlorure de sodium.
Les thoniers senneurs utilisent de la saumure réfrigérée dans laquelle ils plongent le thon capturé pour abaisser sa température aux alentours de −15 °C.
La saumure est également utilisée pour la congélation des glaces alimentaires.